# Federazione Italiana Sport Rotellistici
La Federazione Italiana Sport Rotellistici (FISR) è l'organo nazionale di governo di tutti gli sport rotellistici e ha lo scopo di organizzare, disciplinare e sviluppare queste discipline. La FISR persegue i propri scopi armonizzando la propria azione con l'ordinamento sportivo nazionale e internazionale.
È affiliata al Comitato Olimpico Nazionale Italiano (CONI), alla World Skate Europe e alla World Skate.

## Sede
La sede della FISR è a Roma in viale Tiziano n. 74 all'interno dello storico Palazzo delle federazioni.

## Storia
La Federazione Italiana Pattinaggio a Rotelle (FIPR) venne costituita a Milano nel 1922 su sollecitazione del CONI e ad iniziativa di Alberto Bonacossa, già fondatore della Federazione Italiana Sport del Ghiaccio, per meglio coordinare l'attività agonistica che s'era sviluppata negli anni del primo anteguerra (il primo incontro internazionale di hockey si tenne nel 1913).
Nel 1936 l'hockey su prato entrò a far parte della FIPR. L'organismo assunse prima il nome di Federazione Italiana Hockey e Pattinaggio a Rotelle (FIHPR) e dal 1939 quello di Federazione Italiana Hockey e Pattinaggio (FIHP).
A causa degli attriti tra Benito Mussolini e il Governo inglese e le successive sanzioni per la Guerra d'Etiopia, ogni termine inglese frequentemente usato nello sport fu abolito dal regime o italianizzato. La parola "hockey" fu cambiata in "ochei" e pertanto la sigla della Federazione divenne FIOPR (con tale sigla è elencata nella Legge 16.2.1942, n. 426 di costituzione e ordinamento del CONI).
Tra il 1944 e il 1946 le due federazioni indipendenti che si erano costituite per l'Alta Italia e per il Centrosud riacquistarono entrambe la denominazione di FIHP, fondendosi infine in un'unica federazione.
Nel 1967 la specialità dell'hockey su prato, già inclusa tra quelle sostenute da FIHP, istituisce una apposita Commissione che le permetta maggiore crescita e autonomia. Nel 1973 nasce la Federazione Italiana Hockey su Prato (FIHSP) e questa disciplina esce dalla FIHP, che conserverà comunque la stessa denominazione in ragione del permanere al suo interno dell'hockey a rotelle e oggigiorno anche dell'hockey in linea.
Dal 4 aprile 2017 la FIHP, anche a seguito dell'ingresso e riconoscimento ufficiale di nuove specialità pur sempre "rotellistiche" ma non riconducibili al termine "pattinaggio" (skiroll, skateboard, downhill, inline alpine) cambia la sua denominazione in Federazione Italiana Sport Rotellistici (FISR).
Il 23 Novembre del 2022 è la prima federazione sportiva del mondo ad aprire una sezione di sport virtuali ed emulati (E-Sports) ed a tesserare atleti di E-sport.

## Funzioni
La FISR è affiliata al CONI e si occupa di:
- Organizzare i Campionati Italiani e Regionali;
- Revisionare ed aggiornare i regolamenti di gioco delle varie discipline;
- Formare gli arbitri che giudicheranno e convalideranno ufficialmente le gare;
- Adottare i provvedimenti disciplinari e consegnare le onorificenze;
- Vidimare le tessere annuali dei praticanti;
- Convocare la rappresentativa nazionale delle varie discipline per i Campionati Mondiali ed Europei.

## Discipline
Le discipline (con le specialità) ufficialmente affiliate alla Federazione sono le seguenti:
- Hockey su pista
- Hockey in linea
- Downhill
- Pattinaggio freestyle
  - Speed Slalom
  - Style Slalom
  - Roller Cross
- Pattinaggio artistico
  - su pattini a rotelle tradizionali
  - su pattini in linea
- Pattinaggio corsa
- Skateboard
- Skiroll
- Footbike
- Roller derby
- Monopattino freestyle

## Presidenti
Fonte:
| N. | Presidente         | Carica | Carica    | Note                            |
| N. | Presidente         | Inizio | Fine      | Note                            |
| -- | ------------------ | ------ | --------- | ------------------------------- |
| 1  | Alberto Bonacossa  | 1922   | 1924      |                                 |
| 2  | Giovanni Vanni     | 1924   | 1926      |                                 |
| 3  | Enrico Josti       | 1926   | 1927      |                                 |
| 4  | Torquato Amorosi   | 1927   | 1927      | Commissario                     |
| 5  | Ferdinando Negrini | 1927   | 1928      | Commissario                     |
| 6  | Nino Rasponi       | 1928   | 1928      |                                 |
| 7  | Enrico Josti       | 1928   | 1928      |                                 |
|    |                    | 1928   | 1931      | Carica vacante                  |
| 8  | Luigi Tornielli    | 1931   | 1933      |                                 |
| 9  | Fabio Fochi        | 1933   | 1939      |                                 |
| 10 | Giovanni Battista  | 1939   | 1943      | con Brinchi Giusti              |
| 11 | Brinchi Giusti     | 1939   | 1943      | con Giovanni Battista           |
|    | Aldo Amici         | 1943   | 1943      | Commissario centro sud          |
|    | Enzo Natalini      | 1944   | 1944      | Reggente del CONI               |
|    | Enrico Josti       | 1945   | 1945      | Reggente del CONI - Alta Italia |
| 12 | Luigi Rio          | 1946   | 1965      |                                 |
| 13 | Gianni Mariggi     | 1965   | 1984      |                                 |
| 14 | Giuseppe Matranga  | 1984   | 1990      |                                 |
|    | Mario Pescante     | 1990   | 1991      | Commissario del CONI            |
| 15 | Bruno Tiezzi       | 1991   | 1993      |                                 |
| 16 | Sabatino Aracu     | 1993   | in carica |                                 |